# Les Grands Chemins (film, 1963)
Pour les articles homonymes, voir Les Grands Chemins (homonymie).
Pour plus de détails, voir Fiche technique et Distribution.
Les Grands Chemins est un film franco-italien réalisé par Christian Marquand et sorti en 1963.

## Synopsis
Sur une route de Provence, Francis conduit une Jeep qu'il doit livrer à Grenoble. En chemin, il fait la connaissance de Samuel, un routard habile joueur de cartes. Poursuivant sa route, Francis fait étape à Draguignan pour faire réparer la Jeep, prend pension dans un hôtel d'un village voisin et noue une idylle avec Anna, la jeune veuve hôtelière. Francis rencontre de nouveau Samuel qui devient également l'hôte d’Anna. Samuel est surpris en train de tricher lors d'une partie de cartes dans un bistrot et ses partenaires le laissent évanoui avec les doigts brisés devant la porte d'Anna. Après que celle-ci eut repoussé ses avances, Samuel s'en va errant dans la campagne et étrangle une vieille femme qui se moquait de ses mains à présent incapables de manier les cartes. Il s'enfuit, poursuivi par les villageois qui veulent faire justice eux-mêmes. Francis se lance également à sa poursuite.  

## Inspiration du film
Ce film est clairement inspiré du Roman de Jean Giono du même titre Les Grands Chemins. Nous pouvons clairement voir que le synopsis est identique a l'histoire du Roman.

## Fiche technique
- Titre original : Les Grands Chemins
- Titre italien : Il baro[1]
- Réalisation : Christian Marquand
- Scénario : Christian Marquand et Pierre La Salle d’après d'après le roman Les Grands Chemins de Jean Giono (1951)
- Dialogues : Paul Gégauff
- Décors : Jean André
- Costumes : Dora Balabanoff
- Maquillages : Pierre Berroyer
- Photographie : Andréas Winding
- Son : René Sarazin
- Montage : Nadine Trintignant
- Conseiller technique : Bernard Paul
- Coopérateur technique : Roger Vadim
- Musique : Michel Magne
- Photographe de plateau : Claude Rodriguez
- Pays de production : France, Italie
- Langue originale : français
- Production : Raymond Danon
- Sociétés de production : Les Films Copernic (France), Les Films du Saphrène (France), Dear Film Produzione (Italie)
- Sociétés de distribution : Comacico (Compagnie marocaine cinématographique et commerciale, distributeur d'origine, France), Greenwich Film Production[2] (France)
- Format : couleur (Eastmancolor) — 35 mm — 2.35:1 (Franscope) — son mono
- Genre : drame
- Durée : 93 minutes
- Date de sortie : 
  - France : 9 juillet 1963
- Classifications et visa CNC[Note 1],[2] : mention « interdit aux -12 ans », Art et Essai, visa d'exploitation no 20209 délivré le 27 juin 1963

## Distribution
- Robert Hossein : Samuel
- Renato Salvatori : Francis
- Anouk Aimée : Anna
- Fernand Sardou : le brigadier de gendarmerie
- Andrée Turcy : la vieille femme
- Jean Lefebvre : le joueur aux cartes à Bellecourt
- Serge Marquand : le garagiste à Bellecourt
- Robert Dalban : un forain
- André Bervil : le patron du garage
- Paul Pavel : un voyageur
- Julien Maffre
- Dominique Zardi

## Tournage
- Période de prises de vue[3] : 15 octobre au 6 décembre 1962.
- Intérieurs : Studios de la Victorine (Nice).
- Extérieurs[3] : 
  - Alpes-de-Haute-Provence : régions de Manosque et du Haut-Var,
  - Alpes-Maritimes : L'Audibergue, Caille.